# 國家管理委員會
国家管理委员会（緬甸語：နိုင်ငံတော်စီမံအုပ်ချုပ်ရေးကောင်စီ）是緬甸軍政府的原最高領導機構，在2021年緬甸政變後成立。委員會共有11位成員，主席由缅甸总理兼缅甸国防军總司令敏昂來大將擔任，副主席為缅甸副总理兼副總司令梭温副大將。委員會中多數成員都是軍方將領，只有三名文人出身的成員。2021年8月1日，缅甸国家管理委员会发布命令，将其改组为看守政府，由国家管理委员会主席敏昂莱担任国家总理。2025年7月31日，该机构解散，其职权转交新成立的国家安全与和平委员会。

## 成員
- 主席（代总统、總理）
  - 敏昂萊大將
- 副主席
  - 梭溫副大將
- 秘書長
  - 昂林兑（英语：Aung Lin Dwe）中將
- 副秘書長
  - 耶温烏（英语：Ye Win Oo）中將
- 委員
  - 妙吞乌上将
  - 丁昂山（英语：Tin Aung San）上将
  - 芒芒觉（英语：Maung Maung Kyaw）上将
  - 牟敏通（英语：Moe Myint Tun）上将
  - 坡都曼宁昂
  - 登纽
  - 钦貌绥